# Alan Varela
Alan Gonzalo Varela (Isidro Casanova, La Matanza, Buenos Aires, Argentina, 4 de julio de 2001) es un futbolista argentino que juega de centrocampista en el F. C. Porto de la Primeira Liga.

## Trayectoria

### Boca Juniors
Arribó a Boca Juniors en el año 2012. Desde allí, se desempeñó en las divisiones inferiores de Boca Juniors hasta la temporada 2020-21. En agosto de 2020 fue seleccionado en una lista de 40 jugadores que disputarían la Copa Libertadores 2020. Sin embargo, no logró sumar minutos en dicha competición. 
Su debut en primera se produjo el 20 de diciembre de 2020 en un partido correspondiente a la zona campeonato de la Copa Maradona, frente a Independiente. En marzo de 2021, ganó con Boca dicha competición, la cual sería su primer título con el club de la Ribera. 
A principios de 2022, Varela, fue bajado a la reserva de Boca por "actos de indisciplina",en conjunto con Agustín Almendra, sin embargo, unas semanas después, Varela, volvería a ser subido a primera por su buena conducta, desde allí se afianzaría como mediocampista titular de Boca.
El 26 de mayo de 2022, Alan, marcó su primer gol oficial, este fue frente a Deportivo Cali por la fase de grupos de la Copa Libertadores 2022. El partido terminó 1:0 a favor del Xeneize y lo clasificó a los octavos de final de dicha competición. También fue el gol número ocho mil en toda la historia de Boca Juniors. En agosto de ese mismo año, Varela, renovó su vínculo con Boca hasta diciembre del año 2026, con una cláusula de salida de 20 millones de dólares (una de las más altas de todo el plantel). En octubre el valor del mediocampista escaló a 10 millones de euros.
El 18 de abril de 2023, el mediocampista marcó el 2:1 frente a Deportivo Pereira a los 98 minutos del complemento, dándole una victoria agónica a Boca y clasificándolo a octavos de final de la Copa Libertadores 2023.

### Fútbol Club Oporto
El 16 de agosto de 2023, se hace oficial su fichaje por el F. C. Oporto, de la Primeira Liga, a cambio de 12.500.000 dólares por el 85% del pase, 9 millones de dólares en una primera instancia y los otros 3.5 millones se corresponden a bonos y firmó contrato hasta 2028. Consiguió su primer título con el club el 26 de mayo de 2024 al coronarse en la Copa de Portugal triunfando ante Sporting Club de Lisboa 2 a 1 tras los tantos de Francisco Evanilson de Lima Barbosa y Mehdi Taremi, que remontaron el primer gol de Jerry St. Juste. En este partido, Alan Varela jugó 85 minutos, cuando fue reemplazado por Marko Grujić.

## Estadísticas

### Clubes
Actualizado al último partido disputado el 18 de agosto de 2025.
| Club                         | Div.          | Temporada     | Liga  | Liga  | Liga   | Copas nacionales | Copas nacionales | Copas nacionales | Copas internacionales | Copas internacionales | Copas internacionales | Total | Total | Total  |
| Club                         | Div.          | Temporada     | Part. | Goles | Asist. | Part.            | Goles            | Asist.           | Part.                 | Goles                 | Asist.                | Part. | Goles | Asist. |
| ---------------------------- | ------------- | ------------- | ----- | ----- | ------ | ---------------- | ---------------- | ---------------- | --------------------- | --------------------- | --------------------- | ----- | ----- | ------ |
| C. A. Boca Juniors Argentina | 1.ª           | 2020          | —     | —     | —      | 4                | 0                | 1                | —                     | —                     | —                     | 4     | 0     | 1      |
| C. A. Boca Juniors Argentina | 1.ª           | 2021          | 9     | 0     | 0      | 14               | 0                | 0                | 7                     | 0                     | 0                     | 30    | 0     | 0      |
| C. A. Boca Juniors Argentina | 1.ª           | 2022          | 22    | 0     | 1      | 13               | 0                | 1                | 7                     | 1                     | 0                     | 42    | 1     | 2      |
| C. A. Boca Juniors Argentina | 1.ª           | 2023          | 24    | 0     | 1      | 3                | 0                | 0                | 8                     | 1                     | 0                     | 35    | 1     | 1      |
| C. A. Boca Juniors Argentina | Total club    | Total club    | 55    | 0     | 2      | 34               | 0                | 2                | 22                    | 2                     | 0                     | 111   | 2     | 4      |
| F. C. Porto Portugal         | 1.ª           | 2023-24       | 30    | 2     | 3      | 6                | 0                | 0                | 8                     | 0                     | 0                     | 44    | 2     | 3      |
| F. C. Porto Portugal         | 1.ª           | 2024-25       | 32    | 0     | 2      | 4                | 0                | 1                | 11                    | 0                     | 0                     | 47    | 0     | 3      |
| F. C. Porto Portugal         | 1.ª           | 2025-26       | 2     | 0     | 0      | 0                | 0                | 0                | 0                     | 0                     | 0                     | 2     | 0     | 0      |
| F. C. Porto Portugal         | Total club    | Total club    | 64    | 2     | 5      | 10               | 0                | 1                | 19                    | 0                     | 0                     | 93    | 2     | 6      |
| Total carrera                | Total carrera | Total carrera | 119   | 2     | 7      | 44               | 0                | 3                | 41                    | 2                     | 0                     | 204   | 4     | 10     |

## Palmarés

### Campeonatos nacionales
| Título                | Equipo             | País      | Año     |
| --------------------- | ------------------ | --------- | ------- |
| Copa de la Liga       | C. A. Boca Juniors | Argentina | 2020    |
| Copa Argentina        | C. A. Boca Juniors | Argentina | 2019-20 |
| Copa de la Liga       | C. A. Boca Juniors | Argentina | 2022    |
| Primera División      | C. A. Boca Juniors | Argentina | 2022    |
| Supercopa Argentina   | C. A. Boca Juniors | Argentina | 2022    |
| Copa de Portugal      | F. C. Porto        | Portugal  | 2023-24 |
| Supercopa de Portugal | F. C. Porto        | Portugal  | 2024    |